# Villaquirán de los Infantes
Villaquirán de los Infantes – gmina w Hiszpanii, w prowincji Burgos, w Kastylii i León, o powierzchni 12,98 km². W 2011 roku gmina liczyła 151 mieszkańców.